# Denis Mesples
Denis Mesples (Désertines, 21 de mayo de 1963) es un jinete francés que compitió en la modalidad de concurso completo.
Ganó una medalla de plata en el Campeonato Europeo de Concurso Completo de 2001, en la prueba por equipos. Participó en los Juegos Olímpicos de Londres 2012, ocupando el octavo lugar en la misma prueba.

## Palmarés internacional
| Campeonato Europeo | Campeonato Europeo | Campeonato Europeo | Campeonato Europeo |
| Año                | Lugar              | Medalla            | Categoría          |
| ------------------ | ------------------ | ------------------ | ------------------ |
| 2001               | Pau (Francia)      | Medalla de plata   | Por equipos        |